# ISO 6438
ISO 6438:1983 „Documentation — African coded character set for bibliographic information interchange“ ist eine ISO-Norm für eine 8-Bit-Zeichenkodierung für afrikanische Sprachen. Da sämtliche hier kodierten Zeichen auch in Unicode enthalten sind, hat diese Norm heute keine praktische Bedeutung mehr.
| Code | …0 | …1 | …2 | …3 | …4 | …5 | …6 | …7 | …8 | …9 | …A | …B | …C | …D | …E | …F |
| ---- | -- | -- | -- | -- | -- | -- | -- | -- | -- | -- | -- | -- | -- | -- | -- | -- |
| A…   |    |    | Ɓ  | Ƈ  | Ɗ  | Ɖ  |    | Ɛ  | Ǝ  |    | Ƒ  | Ɠ  | Ɣ  | Ħ  |    | Ɨ  |
| B…   |    |    | ɓ  | ƈ  | ɗ  | ɖ  |    | ɛ  | ə  |    | ƒ  | ɠ  | ɣ  | ħ  |    | ɪ  |
| C…   | Ƙ  |    |    |    |    |    |    | Ŋ  |    | Ɵ  | Ɔ  | Ƥ  |    |    |    | Ʃ  |
| D…   | ƙ  | ɬ  | ɱ  | ɳ  | ɲ  |    |    | ŋ  |    | ɵ  | ɔ  | ƥ  |    | ɽ  |    | ʃ  |
| E…   | Ƭ  | Ʈ  |    | Ʊ  | Ʋ  | Χ  | Ƴ  | Ʒ  |    |    |    |    |    |    |    |    |
| F…   | ƭ  | ʈ  |    | ʊ  | ʋ  | χ  | ƴ  | ʒ  | ʕ  | ʔ  | ʘ  | ǀ  | ǂ  | ǃ  | ǁ  |    |